# Карліс Бренценс
Карліс Бренценс (латис. Kārlis Brencēns; 6 травня 1879 - 30 квітня 1951) — латвійський художник, один із найбільш значущих латвійських вітражистів .

## Біографія
Карліс Бренценс народився 6 травня 1879 року в Мадлієнській волості  Ліфляндської губернії,  Російської імперії (нині - Огрський край  Латвії ) в родині ремісника. Двоюрідний брат - художник Едуард Бренценс.
Навчався в Мадлієнській парафіяльній школі і Ризькій Миколаївській гімназії. Закінчив з відзнакою Центральне училище технічного малювання барона О. Л. Штігліца (1903).
Вивчав вітражне мистецтво і техніку розпису по склу, стажувався в Паризькій майстерні художнього розпису скла Фелікса Годена (1904-1907), виконував вітражі за ескізами Ежена Грассі. Будучи стипендіатом, займався малюнком і живописом в Академії де ла Гранд Шомьер, відвідував лекції з історії мистецтва і прослухав курс анатомії.
Викладав художню обробку скла і вітраж у майстерні в Центральному училище Штігліца (1907-1920), був керівником художнього відділення Цесіської ремісничої школи (1921-1924), педагогом Латвійської академії мистецтв (1923-1951), професор (1947).
Брав участь в роботі художнього гуртка «Рукіс» і мистецького об'єднання «Садарбс» (1924-1939), член Спілки художників Латвії (з 1944).
Помер 30 квітня 1951 року в Ризі.

## Творчість
До кінця 1910-х - початку 1920-х років в роботах К. Бренценса відчувається вплив стилю модерн і неокласицизму, в подальшому художник перейшов до традиційних форм.
Найбільш відомі роботи в жанрі фігурного живопису, портрета, ню, натюрморту: «Портрет жінки в чорному капелюсі» (1918), «Портрет пані Бренцене» (1924), «Чорна бахрома» (1925), «Весняний Цесіс» (1928), «Оголений» (1929), «Червоний купальник» (1939), вітражі: «Півень в снігу» (1903), «Крішьяніс Валдемарс» (близько 1912), «Замок світла» і «Лачплесіс» (1930).
Карліс Бренцас брав участь в роботах над декоративним оформленням декількох станцій  Московського метрополітену, писав публіцистичні статті в періодичних виданнях. Його перу належать книги «Геометричний малюнок» (1924) і «Як працювали старі майстри» (1938).